# Евров, Николай
Никола́й Константи́нов Е́вров (болг. Николай Константинов Евров; 18 ноября 1936, Сливен, Болгария — 4 июня 2019) — болгарский пианист. Народный артист НРБ.

## Биография
В 1960 году окончил Болгарскую консерваторию по классу Любы Енчевой (фортепиано), в 1963—1964 годах совершенствовался у Генриха Нейгауза в Московской консерватории. Гастролировал во многих странах, в том числе и в СССР (неоднократно). В репертуар входят произведения Белы Бартока, Сергея Прокофьева и других композиторов. Выступает как ансамблист (со скрипачом Георгием Бадевым). Выступал с такими дирижёрами, как: Кирилл Кондрашин, Пьетро Ардженто, Теодор Кучар, Иосиф Конта, Мануэль Дучесне Кусан и другими. С 1967 года преподаватель по классу фортепиано Болгарской консерватории, где с 1976 года — доцент, а с 1984 года — профессор; с 1986 года также — в Сиднейской музыкальной консерватории.

## Награды
- 1955 — 1-я премия на Всемирном фестивале молодежи и студентов в Варшаве
- 1959 — лауреат конкурса им. М. Лонг — Ж. Тибо в Париже
- 1961 — лауреат конкурса им. Ф. Листа — Б. Бартока в Будапеште
- ? — Заслуженный артист НРБ
- 1982 — Народный артист НРБ